# Rhyan Grant
Rhyan Bert Grant (sinh ngày 26 tháng 2 năm 1991) là một cầu thủ bóng đá chuyên nghiệp người Úc hiện đang thi đấu cho câu lạc bộ Sydney FC thuộc A-League và đội tuyển bóng đá quốc gia Úc.
Sinh ra ở Canowindra, New South Wales, Grant được tuyển vào đội bóng đá trẻ của Học viện Thể thao Úc trước khi anh bắt đầu sự nghiệp thi đấu chuyên nghiệp tại Sydney FC vào năm 2008.

## Thống kê sự nghiệp

### Bàn thắng quốc tế
| #  | Ngày               | Địa điểm                                        | Đối thủ  | Bàn thắng | Kết quả | Giải đấu                 |
| -- | ------------------ | ----------------------------------------------- | -------- | --------- | ------- | ------------------------ |
| 1. | 7 tháng 9 năm 2021 | Sân vận động Quốc gia Mỹ Đình, Hà Nội, Việt Nam | Việt Nam | 1–0       | 1–0     | Vòng loại World Cup 2022 |